# Horisme scorteata
Horisme scorteata là một loài bướm đêm trong họ Geometridae.